# Charles Williams
Charles Walter Stansby Williams (Londra, 20 settembre 1886 – Oxford, 15 maggio 1945) è stato uno scrittore e poeta inglese.
Fu un membro storico del noto circolo letterario degli Inklings, di cui fecero parte altri noti scrittori anglosassoni, come l'amico C. S. Lewis e J. R. R. Tolkien.

## Biografia

### Gli anni della giovinezza
Charles Williams nacque il 20 settembre 1886 a Londra, da Walter Williams, un impiegato, e Mary Wall.
Venne educato alla "St. Albans School" nell'Hertfordshire e nel 1901 vinse un sussidio per l'University College di Londra, cominciò a studiare là l'anno seguente; ma nel 1904 dovette forzatamente lasciare questa scuola, senza conseguire alcun diploma, a causa della situazione economica familiare che gli impediva la permanenza al college.
Fu assunto dalla Oxford University Press come assistente di correzione delle bozze nel 1908 e continuò a lavorarci fino alla sua morte, avvenuta nel 1945. Una delle sue più grandi imprese editoriali fu la pubblicazione della prima grande edizione in lingua inglese dei lavori di Søren Kierkegaard.
Nel 1917 sposò Florence Conway, a cui non garbava che, in un pub immerso nel silenzio, Charles si mettesse a recitare delle poesie. Per questo motivo Charles Williams la chiamava affettuosamente Michail, come la moglie del re giudeo David, che rimproverava suo marito perché non si vergognava a danzare nudo in onore dell'Arca dell'Alleanza davanti a tutti. Da Florence Conway Williams ebbe un figlio, Michael, nel 1922.

### 1917-1930: gli anni della ricerca spirituale
Era un devoto membro della Chiesa d'Inghilterra, ma si interessava pure di magia. Verso i 30 anni fece qualche studio sulle credenze e pratiche della Rosacroce. Su invito di uno dei suoi capi, A. E. Waite, fu introdotto nell'organizzazione iniziatica chiamata The Order of the Golden Dawn (l'Ordine dell'Alba Dorata).
I primi affiliati indulsero a pratiche magiche, tra questi ve n'era uno che dichiarava di praticare riti necromantici sui cadaveri ottenuti tramite la sua professione, mentre un altro fu il mago nero Aleister Crowley. Vi furono anche alcuni membri fra certi ministri del culto con interessi per la magia. A. E. Waite non praticava magia, né incoraggiava gli altri a farlo. Per questo motivo vi furono frequenti liti tra gli adepti e il maestro, quindi Waite formò una propria organizzazione, la "Fellowship of the Rosy Cross". C. Williams lo seguì e rimase membro di questa organizzazione per dieci anni, fino alla sua morte.
Per esservi ammessi pare che fosse necessario recitare questo assunto: «La mia anima vaga nel Buio, cercando la Luce della Conoscenza Occulta, e io credo che in quest'Ordine si possa ottenere la Conoscenza di quella Luce». C. Williams dovette anche giurare di mantenere il segreto sui riti, sotto pena di una corrente ostile che sarebbe stata indirizzata verso di lui, se non avesse avuto tenuto fede alla parola data. Probabilmente questi riti dovevano essere abbastanza innocui, trattandosi ed essendo basati:
- sulla Massoneria (di cui Williams et Waite erano membri[3];
- su un vago misticismo cristiano con propaggini nell'alchimia;
- sul Tetragramma, il nome segreto del Dio ebraico che, usato nelle cerimonie, si riteneva avesse poteri magici;
- sui talismani e sulle carte dei tarocchi (specie gli arcani maggiori), temi di grande studio presso Waite;
- sull'Albero sacro delle Sephirot, un diagramma (derivato dallo Zohar ebraico), che associava alle parti del corpo alcune qualità dello spirito e della mente.

Come già detto, Waite scoraggiò The Golden Dawn dal praticare la magia, ed era alquanto intransigente sullo sconfinare dalla magia alla Goetia, la cosiddetta Magia nera.
Questa fu la ragione per cui Aleister Crowley abbandonò l'Ordine poco dopo la sua costituzione, preferendo invece esercitare la "Goetia", associata a violenze ed assunzioni di droghe.
Nel 1910, Waite fece pubblicare il Book of Ceremonial Magic (Libro delle Cerimonie Magiche) che comprende un certo numero di incantesimi, tra i quali:
- come diventare invisibili
- come invocare Lucifero
- come causare l'apparizione di tre signore o di tre signori nella propria stanza dopo cena.

Ma Waite presenta questo materiale sotto forma di indagine scettica, quindi è più probabile che Williams acquistò la sua ampia conoscenza della "Goetia" da altre fonti.
«Nessuno può fare molto più che decidere in che cosa credere» dice un personaggio dei suoi romanzi, e questo è perfettamente ciò in cui credeva pure Williams. Egli aveva scelto di credere al Cristianesimo, ma si trattava di una scelta consapevole.
Per ciò che riguardava la stregoneria o la magia nera, egli evitava di prendere una decisione analoga. Se ne serviva nei suoi libri, senza chiedere ai lettori se fossero vere o no, semplicemente esistevano. Così, pur distaccandosi dalla Golden Dawn e abbandonando l'Ordine, il simbolismo e la conoscenza dell'occulto che egli aveva acquistato durante la sua adesione al gruppo rimasero preziosi per lui. Sia perché la magia era il polo opposto, la cosa segreta (secondo Waite), del Cristianesimo, sia perché la sua mente era indirizzata al sapere dei poli opposti degli argomenti e delle fedi.
Williams giunse persino a scrivere il Witchcraft, un Inno a Satana, analizzandolo come polarità opposta di Cristo. Egli, tra le molte pagine, scrisse questi versi:

### 1930-1939: l'ascesa e la carriera di scrittore
Benché venga soprattutto ricordato come un novellista, Williams pubblicò anche lavori sulla critica letteraria, sulla teologia, sul teatro, sulla storia.
Alcune delle novelle più note e più conosciute sono: Guerra in Paradiso (1930), Discesa all'Inferno (1944) e Tutte le santità di Eva (1944). T.S. Eliot, che scrisse l'introduzione all'ultima di queste, fu il primo a definire le novelle di Williams dei thriller soprannaturali o metafisici, perché esplorano l'intersezione tra il sacro della fisicità e la dimensione spirituale, tra l'altro mettendo a fuoco le vie attraverso le quali il potere, perfino spirituale, possa corrompere, come se fosse qualcosa di sacro.
Tutti i racconti di Williams, diversamente rispetto a quelli di Tolkien e di C.S. Lewis, prendono spunto dal mondo contemporaneo, sono quasi reali, se non fosse per la presenza di elementi fantastici. Alcuni scrittori recenti di racconti fantastici di ambientazione contemporanea, come per esempio Tim Powers, citano Williams come un modello di ispirazione.
Wystan Hugh Auden, uno dei più grandi ammiratori di Williams, apprezzò molto anche il Williams scrittore-teologo quando, nel 1939, dopo la pubblicazione di La discesa della Colomba: breve storia dello Spirito Santo nella Chiesa, organizzò una serie di conferenze su questo libro.

### 1939-1945: gli ultimi anni
Williams attirò l'attenzione e raccolse ammirazioni da molti scrittori suoi contemporanei, e il suo più grande sostenitore fu probabilmente C.S. Lewis. I due scrittori si conobbero per frutto di due fortunate coincidenze: ognuno aveva appena terminato di leggere il libro che l'altro aveva pubblicato recentemente ed ognuno aveva scritto una lettera all'altro per congratularsi del libro. Le lettere giunsero a destinazione e i due scrittori divennero amici di penna.
Poi, nel 1939, allo scoppio della seconda guerra mondiale, la Oxford University Press si trasferì da Londra a Oxford, dove viveva e insegnava C.S. Lewis.
Williams soffriva la lontananza dalla città dove abitava la sua famiglia, ma, a Oxford, C.S. Lewis fece in modo che Williams potesse partecipare alle riunioni della società letteraria da lui fondata, gli Inklings. Così, Williams poté leggere (e migliorare) i suoi thriller metafisici, come poté ascoltare J.R.R. Tolkien che invece leggeva ad alta voce Il Signore degli Anelli. Oltre che nelle stanze di Lewis a Oxford, gli Inklings si riunivano nel pub chiamato "The Eagle and Child".
A Oxford, Williams tenne delle conferenze su John Milton e fu insignito della laurea honoris causa.
Nel 1944 Williams pubblicò un libro di critica letteraria su Dante Alighieri intitolato La figura di Beatrice: studiando Dante, che, nel periodo della pubblicazione, riscosse parecchie approvazioni e successo, ed ancora oggi questo libro continua ad essere consultato ed utilizzato da chi voglia intraprendere degli studi su Dante Alighieri.
Tuttavia, Williams riteneva che la sua opera migliore e più importante fosse la sua produzione poetica estremamente densa e complessa su re Artù, di cui furono pubblicati solo due romanzi, mentre il terzo è rimasto incompiuto con la sua morte.
Morì il 15 maggio 1945, a soli 58 anni ed è sepolto all'Holywell Cemetery, a Oxford.

## Opere

### L'Arcinaturale
In tutti i suoi scritti degli anni venti emerge qualcosa di soprannaturale, o arci naturale, come preferiva definirlo.
Tutto era cominciato quando, a causa del tremito delle mani, fu dichiarato non idoneo a partecipare alla Grande Guerra. Due dei suoi amici più cari invece morirono, ed egli pensò che si fossero sacrificati per lui: quel pensiero stava diventando un incubo. Al mattino, il tintinnio delle tazze di tè sul tavolo della colazione gli riportava davanti l'immagine dei boccali di stagno che passavano di mano in mano mentre i soldati morenti invocavano da bere nella terra di nessuno.

## Pensiero
Con il passare degli anni, egli arrivò a percepire che nessuna barriera dev'essere infranta perché naturale e soprannaturale coesistano. Alcuni suoi stessi esempi:
- un autobus che scende rumorosamente sembra una lunga e stretta bara nella quale egli viaggia, con la Morte come compagna;
- un marciapiede della strada può improvvisamente liquefarsi mostrando la “più solida costruzione sotterranea” dell'eterna Città di Dio;
- un appuntamento all'angolo di una strada può non avere mai luogo perché l'altra persona può essere incidentalmente scivolata in un'altra dimensione temporale.

E nello svolgere delle semplici mansioni domestiche –accendere il fuoco, fare il bagno, o scendere in cantina a prendere qualcosa– egli si imbatte in uno stuolo di apparizioni. I gradini della cantina portano direttamente all'Inferno, il fiammifero che appicca il fuoco è la fiamma che consuma il rogo su cui è immolata Giovanna d'Arco, e anche l'acqua del bagno, apparentemente innocua, è il mare in cui gli uomini stanno annegando.
Queste ultime esperienze sono descritte in una poesia che porta – ironicamente -  il nome di "Domesticity". Oltre a riflettere l'interesse di Williams riguardo al soprannaturale, dimostrano ciò che stava acquistando importanza nella sua mente.

## Opere
(Elenco parziale)
- Guerra in cielo (War in Heaven, 1930), Jaca Book, Milano, 1994
- La pietra di Salomone (Many Dimensions, 1930), Jaca Book, Milano 1983
- Il posto del leone (The Place of the Lion, 1931), Jaca Book, Milano, 1980
- Discesa all'inferno (Descent into Hell, 1937), Sodalizio del libro, Venezia 1959
- La vigilia di Ognissanti (All Hallows' Eve), Rusconi Editore, Milano, 1975
- La discesa della colomba(The Descent of the Dove, 1939) Castelvecchi Editore, Roma, 2013. ISBN 9788876158230